# Mucatil ibne Atia
Mucatil ibne Atia (Mukatil/Muqatil ibn Atiyya) foi emir dos magrauas setentrionais do Magrebe Ocidental no século X, governando de cerca de 985/986 até 988/989, e um dos membros do clã dos Banu Cazar.

## Vida
Mucatil era filho de Atia, sobre quem nada se sabe, e neto de Abedalá ibne Cazar. Também teve 2 irmãos, Ziri e Almuiz. Aparece em 971, quando governava esse grupo de magrauas junto do irmão e do primo Maomé. Em 975-976, segundo uma lista fornecida pelas fontes, Mucatil estava na comitiva do general Jafar ibne Ali, antigo aliado de seu tio Alcair e último emir antes da emigração magraua do Magrebe Central. Em 985/986 ou alguma data posterior, por razões desconhecidas, Mucatil assumiu a posição de chefe magraua de seu primo e manteve a posição até sua morte em 988/989, quando foi sucedido por seu irmão.